# Ahaura
Ahaura est une localité de la région de la West Coast située dans l’Île du Sud de la Nouvelle-Zélande.

## Situation
Elle est située à l’endroit où la rivière Ahaura s’écoule dans la rivière Grey.

## Accès
La route State Highway 7/S H 7 (en) et la ligne de chemin de fer de la ligne de Stillwater - Westport (en) passent à travers la ville. La ville de Greymouth est à 34 km vers le sud-ouest, et celle de Reefton est à 44 km vers le nord-est,.

## Population
La population du district statistique de la ville d’Ahaura, qui couvre une surface beaucoup plus grande que la ville, est de 390 habitants selon le recensement 2006 en nouvelle-Zélande, en diminution de 21 résidents par rapport à celui de 2001.

## Histoire
La colonisation européenne du secteur commença avec l’établissement d’une structure pastorale d’élevage de moutons près de la jonction des rivières Ahaura et Grey en 1858.
À une certaine époque, la ville comportait jusqu’à 6 hôtels, 2 boucheries, 1 boulangerie, 1 maréchal-ferrant, et 1 imprimerie.

## Éducation
L’école Awahono à Grey Valley est une école primaire mixte allant de l’année 1 à 8 avec un taux de décile de 4 et un effectif de 119 élèves. L’école fut formée au début de 2005 par la fusion des écoles de Ahaura, Moonlight, Ngahere et Totara Flat.